# 340P/Boattini
340P/Boattini, komet Jupiterove obitelji